# Global Labour University
Die Global Labour University wurde im Jahr 2002 gegründet und ihr Schwerpunkt liegt auf internationaler Wirtschafts- und Sozialpolitik, Global Governance, Makroökonomie und internationale Organisation von Gewerkschaftsarbeit. Als Nebenziele (neben der Wissensvermittlung im Fachgebiet) hat sich die Universität den Aufbau eines internationalen Netzwerks von gewerkschaftlich aktiven Experten und die Einbindung von Alumni in die Forschung an den Standorten der GLU gesetzt.
Die Universität wird von folgenden Organisationen unterstützt: Internationale Arbeitsorganisation (ILO), die Hans-Böckler-Stiftung (HBS), die Friedrich-Ebert-Stiftung (FES) und dem Bundesministerium für wirtschaftliche Zusammenarbeit und Entwicklung (BMZ).
Die Universität ist sowohl inhaltlich als auch organisatorisch global ausgerichtet, so finden Kurse in Deutschland an der Universität Kassel und in Berlin an der Hochschule für Wirtschaft und Recht statt, in Südafrika (Johannesburg) an der Witwatersrand-Universität (WITS), in Brasilien an der State University of Campinas (Bundesstaat São Paulo) und in Indien (Mumbai) am Tata Institute of Social Sciences (TISS). Die verschiedenen Standorte unterscheiden sich hinsichtlich ihrer fachlichen Ausrichtung.

## Berichte
- G. Doelfs: Rüstzeug für den Globalisierungsprozess, Magazin Mitbestimmung, Ausgabe 06/2010, Hans-Böckler-Stiftung, Düsseldorf.
- J. Steinhilber: Neue Themen, neue Instrumente, neue Einheit: Die internationale Gewerkschaftsbewegung ist wieder stark, Internationale Politik und Gesellschaft 2014.